# Jakob Arjouni
Jakob Bothe (Fráncfort del Meno, 8 de octubre de 1964-Berlín, 17 de enero de 2013), conocido bajo el seudónimo de Jakob Arjouni, fue un escritor alemán.

## Biografía
Arjouni creció en Fráncfort. En 1985, tras el abitur, hizo varios viajes al sur de Francia y empezó a estudiar en Montpellier. En 1985 se instaló en Berlín y adoptó el apellido de su esposa. Su primera novela Feliz cumpleaños, turco fue llevada al cine más tarde por Doris Dörrie. Murió a la edad de 48 años después de una larga pelea contra el cáncer de páncreas.